# Хулиганство
Хулига́нство — грубое нарушение общественного порядка, открытое выражение неуважения к устоявшимся нормам общества.
Хулиган (англ. hooligan, от ирл. фам. Houlihan):
- уличный бродяга, склонный скандалить и безобразничать;
- тип вырождения низших слоев городского населения[2]. Хулиганом называют человека, который занимается хулиганством[3]. В западных государствах термин «хулиганство», как правило, применяется по отношению к хулиганствующим болельщикам, в то время как в странах бывшего СССР под хулиганством понимается преступление или правонарушение (сравнимое, напр., c «disorderly conduct» в большинстве англоязычных юрисдикций). Наказание за хулиганство предусмотрено в уголовных кодексах ряда государств, в частности России, Украины, Белоруссии, Узбекистана и Казахстана.

## Этимология
Происхождение термина точно не установлено, но известно, что он употребляется в рапортах полиции Лондона уже с 1898 года.
По одной из версий, нарицательным стало имя Патрика Хулигена, вышибалы и вора, ирландца по происхождению, жившего в Лондоне в XIX веке. В свою очередь, «Хулиген» является английским вариантом произношения распространённой ирландской фамилии Хулихан (Houlihan). Таким образом, следуя этой версии, слово «хулиган» является эпонимом.
Другие версии связывают происхождение термина со словом houlie, что на ирландском означает «необузданная, дикая алкогольная вечеринка», или с ирландской уличной бандой Hooley gang, орудовавшей в Лондоне, в районе Айлингтон. Согласно другой версии, Hooley gangs — шайки, организованные ирландцем Хули, жившим в Лондоне в XVIII в.
Во французском толковом словаре Le Grand Robert утверждается, что во французский язык слово Hooligan, вероятно, пришло в середине 1920-х из английского через русский язык, где оно, согласно словарю, означало «молодой оппозиционер советскому режиму».

## Хулиганство как социальное явление и уголовная субкультура в России начала XX века

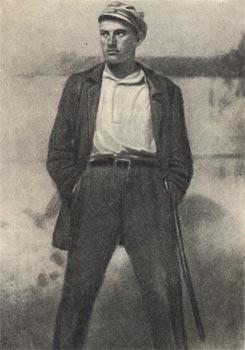
Тип хулигана начала XX века (В. В. Маяковский в роли хулигана в фильме «Барышня и хулиган», 1918)

### До революции
Термин «хулиганы» впервые отмечен в России в печати в 1905 году, а в справочной литературе («Энциклопедический словарь Брокгауза и Ефрона») — в 1909 году. Впрочем, ещё в 1892 году был издан приказ петербургского градоначальника фон Валентина, предписывавший полиции принять решительные меры против «хулиганов», под которыми он подразумевал «уличных бездельников, забавляющихся издевательствами над горожанами». Впрочем, сами жители Петербурга хулиганов долго называли «башибузуками», а затем заимствованным с французского термином «апаши». В 1908 году глава хлыстовской общины Михаил Рябов говорил: «Хулиганчики, хулиганчики, сколько в вас божественного!».

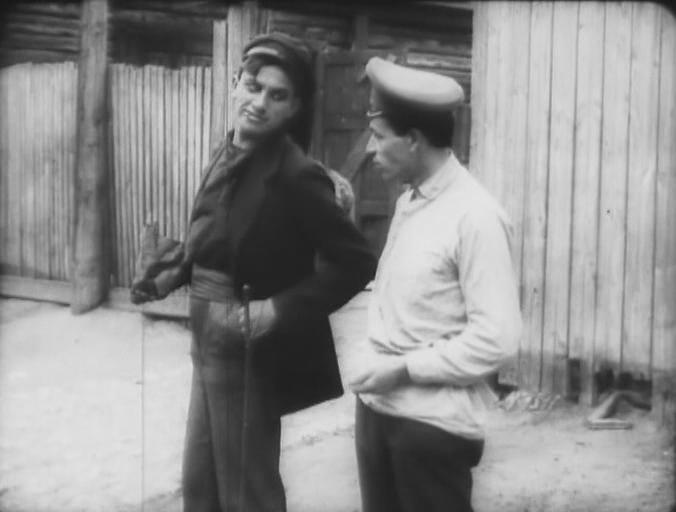
Хулиган (В. В. Маяковский) отбирает у прохожего кулёк с монетами. Кадр из фильма «Барышня и хулиган», 1918 г.

В предреволюционной и постреволюционной России «хулиганство» было чем-то вроде полууголовной молодёжной субкультуры (наподобие современного гопничества), распространённой прежде всего в рабочих предместьях и оттуда проникшей в деревню. Ей отдавал должное, в частности, Сергей Есенин. Так, например, петербургского хулигана можно было узнать по заломанной фуражке-московке, из-под которой свисала чёлка в виде свиного хвостика, красной фуфайке, брюкам, вставленным в высокие сапоги с перебором, папироске, свисающей с нижней губы.
Петербургские хулиганы объединялись в пять группировок: «владимирцы», «песковцы», «вознесенцы», «рощинцы» и «гайдовцы», причём, например, у «владимирцев» картуз был сдвинут на левое ухо, а шарф-кашне был красный, у «гайдовцев» картуз сдвигался на правое ухо, а кашне было синее. В кармане непременно лежал финский нож или гиря, заменявшая кастет. Эти шайки были объединены строгой иерархией, имели общую кассу, суд и кодекс правил. «Журнал Министерства юстиции», писал, что уделом этих шаек было «праздношатайство днём и ночью с пением нецензурных песен и сквернословием, бросанием камней в окна, причинение домашним животным напрасных мучений, оказание неуважения родительской власти, администрации, духовенству; приставание к женщинам, мазание ворот дёгтем, избиение прохожих на улице, требование у них денег на водку с угрозами избить, вторжение в дома с требованием денег на водку, драки; истребление имущества, даже с поджогом, вырывание с корнем деревьев, цветов и овощей без использования их, мелкое воровство, растаскивание по брёвнам срубов, приуготовленных для постройки». Кроме этого, они «отправляли естественные надобности среди публики, появлялись голыми, бросали в глаза нюхательного табаку, тушили свет в общественных местах, устраивали ложный вызов пожарных, срывали плакаты, портили памятники, ломали почтовые ящики, подпиливали телеграфные столбы…»
«Хулиганские» слои рабочего класса и люмпен-пролетариата сыграли заметную роль в событиях 1905—1907 годов (как со стороны черносотенцев, так и со стороны революционеров) и 1917 года. По мнению историка А. Днепровского, в событиях 1917 года активно участвовали члены всех хулиганских группировок Петербурга численностью до двух тысяч человек. Хулиганскую эстетику рабочей молодёжи, получившей власть и оружие, передаёт поэма Александра Блока «Двенадцать».

### В 1920-е годы
В годы НЭПа наблюдается резкий взлёт хулиганства: по данным НКВД, на 10 000 человек в РСФСР приходилось зафиксированных хулиганских действий, рассматривавшихся как преступные: в 1925 году — 3,2, в 1926 году — 16,7, а в 1927 году — 25,2 случаев. Разгул хулиганов в 20-е годы делал некоторые улицы непроходимыми в ночное время; в некоторых городах после наступления темноты милиция боялась появляться в рабочих кварталах.

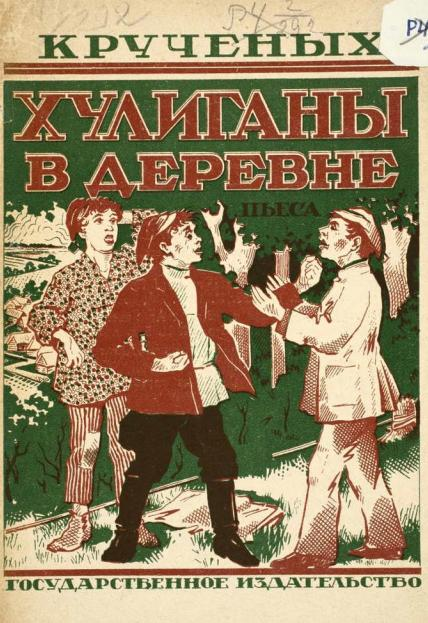
Деревенский хулиган и землемер. Обложка пьесы А. Кручёных «Хулиганы в деревне», 1927 г. Хулиган одет с характерным хулиганским шиком: фуражка набекрень, штаны заправлены с напуском в сапоги гармошкой.

Одежда ленинградского хулигана послереволюционной эпохи подражала матросской: широкие брюки-клёш, внизу которых делался разрез и подшивался клин из чёрного бархата; куртка наподобие матросского бушлата; зимой шапка-«финка», летом кепка, сдвинутая на левое ухо, или синяя фуражка-капитанка (она же мичманка) с большим лакированным козырьком (в 1920-е годы говорили, что всех, кто появляется на улице в «мичманках», милиционеры автоматически задерживают).
Вооружены хулиганы были финками, гирями, кастетами; «шпалер» (револьвер) считался высшим шиком. Многие тогдашние хулиганы не мылись, ходили в грязной одежде. Для речи хулигана было характерны употребление нецензурной брани и воровского жаргона; песни, именуемые ныне «блатными», в 1920-е годы были известны под именем «хулиганских».
Романтика «хулиганства» заставляла подражать его внешним атрибутам и широкие круги относительно благополучной молодёжи, не склонной к девиантному поведению.
Хулиганы обычно действовали шайками. В 1920-х гг. возникают «кружки хулиганов» («Общество „долой невинность“», «Общество советских алкоголиков», «Общество советских лодырей», «Союз хулиганов», «Интернационал дураков», «Центральный комитет шпаны» и др.). Хулиганские кружки («Топтательный комитет», «Шайка хулиганов» и т. п.) образовывались и в школах, в некоторых из которых избирались бюро и платились членские взносы. Администрация 25-й школы Пензы даже была вынуждена на некоторое время закрыть школу из страха перед террором хулиганов.
В Петрограде/Ленинграде наиболее хулиганским районом считалась Лиговка (где находилось, в частности, пресловутое ГОП — Городское общежитие пролетариата, по одной из версий, давшее название гопникам), на самой же Лиговке наиболее знаменит был район Чубарова (ныне Транспортного) переулка, где группировалась шайка «чубаровцев». Вслед за чубаровцами по степени известности шли «пряжкинская» группировка (район реки Пряжки), «покровская» (район нынешней пл. Тургенева) группа со «Светлой ленты» (район кинотеатра «Баррикада»).
В 1925 году «Красная звезда» так описывала «специализацию» ленинградских хулиганских группировок: «Охтенские бьют стёкла, срывают вывески, выворачивают фонари, мажут ворота и стены. Гаванпольские нападают на прохожих. Балтийские специализируются на собачонках и кошках, которых подвешивают к окнам, чтобы пищали, и на преследовании подростков. Тамбовские практикуют в пивных и клубах». В Москве, Замоскворечье терроризировала банда некоего Васьки Рыло.

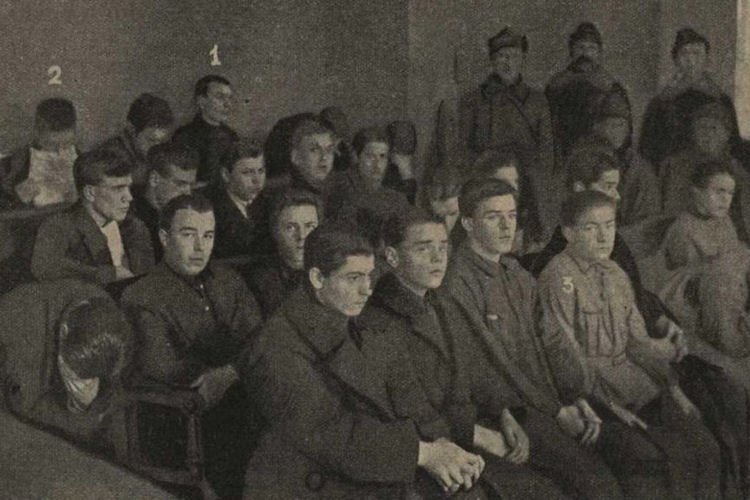
Обвиняемые по «чубаровскому делу» в суде

Описывая новосибирских хулиганов конца 1920-х — начала 1930-х годов, новосибирский старожил рассказывал:
«Причастны к этому были молодые, здоровые парни, их называли „бакланы“, они определённо выглядели и своеобразно одевались: на ногах начищенные хромовые сапоги, собранные гармошкой, штаны, заправленные в них, с напуском, кепка „капитанка“ набок, белая или цветная рубашка, поясок с кисточкой и пиджак.
Они были, как правило, вооружены: за голенищем нож. Вечером и по ночам ходили с железной тростью, с цепями, с гирьками на крепком шнуре. Вражда была коллективная, улица на улицу и более крупные драки: те, которые жили в городе до линии, считались „городскими“, а те, кто за железной дорогой, у улицы Свободы, звались „залинскими“.
Схватки между этими партиями хулиганов, особенно вечером и в ночное время, были дикими, жестокими, со смертельным исходом или тяжкими увечьями» Сами же хулиганы обычно называли себя «ёжиками», «ежами».

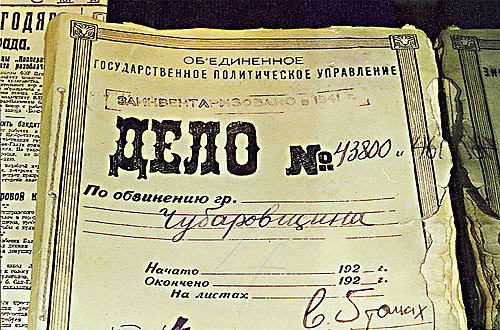
Обложка «чубаровского» следственного дела

Обычными проявлениями хулиганства были безмотивные избиения и даже убийства прохожих. Очень распространено было сексуальное насилие, в том числе мужчин. Любимым развлечением хулиганов было устройство «тюльпана»: пойманной девушке завязывали её юбку над головой и бросали в кусты ногами кверху. Нередки были массовые изнасилования, или «чубаровщина» — по резонансному «чубаровскому делу» 1926 года, когда трое молодых рабочих ленинградского завода «Кооператор» поймали в Чубаровом переулке 20-летнюю девушку-рабфаковку Любовь Белову, затащили через дырку в заборе в заводской сад «Кооператора» (он же «Сан-Галли», по старому названию завода) и на протяжении нескольких часов вместе со своими дружками подвергали групповому изнасилованию; всего в оргии приняло участие до 40 человек, включая 9 комсомольцев и 1 кандидата в члены ВКП(б).
Шайки хулиганов действовали не только на улицах — они могли врываться в клубы, пивные, кинотеатры, театры, устраивая дебоши и избивая присутствующих: «З., 18 лет, с шестью рабочими подростками заводов ворвался в рабочий клуб, буйствовал, бросал кирпичами, ругался, избивал пионеров и служащих», «во время спектакля шайка врывалась в зал, учиняя здесь драки и терроризируя посетителей клуба; это проходило систематически и организованно». Из хулиганских побуждений совершались и более тяжкие преступления, даже с политическим оттенком. Так, в Казани хулиганы сорвали агитационный полёт, закидав палками и камнями самолёт и пилота «ОСОАВИАХИМа», в Новосибирске разогнали комсомольскую демонстрацию, а в Пензенской губернии разбирали железнодорожное полотно и подкладывали шпалы на пути проходивших поездов, устроив таким образом несколько железнодорожных катастроф.

## Борьба с хулиганством

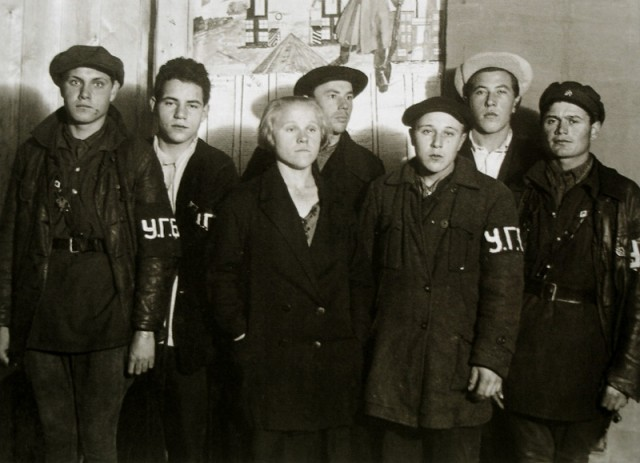
Ударная группа по борьбе с хулиганством, 1920-е

Поначалу советская власть, хотя и ввела в 1922 году статью «Хулиганство» в Уголовный кодекс, предусматривающей исправительные работы или до года тюрьмы, но в целом снисходительно относилась к хулиганам как к несознательному, но классово близкому элементу.
Переломным явилось «Чубаровское дело» в 1926 году, после которого была окончательно осознана опасность явления: пятерых «чубаровцев» приговорили к расстрелу, остальные получили до 10 лет заключения и были сосланы в Соловки (этого, однако, власти добились, лишь произвольно квалифицировав преступление как «политический бандитизм», на том основании, что пострадавшая была рабфаковкой). Чубаровский процесс носил образцово-показательный характер, и его принципиальную политическую подоплёку «Ленинградская правда» выразила следующим образом: «Значение этого процесса в том, что ребром поставлен вопрос: кто поведёт за собой нашу молодёжь — Павел Кочергин <организатор изнасилования> и его товарищи или советская общественность, союзы, комсомол».
Хулиганы пытались мстить: участились избиения милиционеров и изнасилования, были сожжены завод «Кооператор» и склады Октябрьской железной дороги, вскоре милиция раскрыла «Союз советских хулиганов», в котором состояло до 100 человек. Однако эти попытки сопротивления были жёстко подавлены. С этим событием связаны изменения в УК, ужесточающие наказание за хулиганство. Для борьбы с хулиганством стали применяться рабочие дружины, вечерние и ночные облавы и даже высылка и ссылка хулиганов в административном порядке через органы ОГПУ.

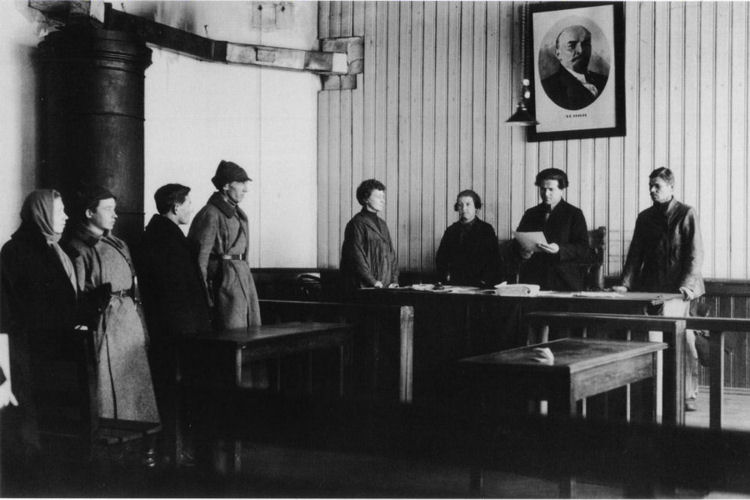
Зачтение приговора на Чубаровском процессе

В 1930-х годах меры против хулиганства приняли чрезвычайно суровый характер. Постановлением ЦИК и СНК СССР от 29 марта 1935 года «О мерах борьбы с хулиганством» максимальный срок наказания был поднят до 5 лет.
Пик кампании против хулиганства пришёлся на 1940 год, особенно после изданного 10 августа указа Президиума ВС СССР «Об уголовной ответственности за мелкие кражи на производстве и за хулиганство». Дела о хулиганстве слушались без предварительного расследования, в специально созданных так называемых дежурных камерах народных судов. За нецензурную брань в общественном месте давали год тюрьмы, обычным же приговором за хулиганство было пять лет лишения свободы с последующим пятилетним запретом на проживание в главных городах СССР.
Так, в частности, был наказан П. Смородинов, «беспричинно пристававший к сидящему на скамейке Н. Бурдилову» — «он всячески его оскорблял и ударил селёдкой по лицу». В результате, к 1941 году хулиганство в советских городах сошло на нет, чтобы возродиться в качестве уже организованной преступности в 1950-е годы.

## В советском законодательстве
Широкое распространение хулиганства в дореволюционной России привело к тому, что ещё в 1914 году собравшаяся в Петербурге русская группа Международного союза криминалистов предложила ввести в новое Уложение о наказаниях понятия «хулиганство», «озорство» и «пакостничество» для безмотивных преступлений. Впервые в законодательстве термин «хулиганство» появляется в Декрете о революционных трибуналах от 4 мая 1918 года — согласно ему дела о хулиганстве передаются в ведение революционных трибуналов наряду с делами по таким опасным преступлениям, как саботаж, погромы, контрреволюция, шпионаж и т. п. Это объясняется тем, что в условиях послереволюционного хаоса хулиганство объединялось с бандитскими преступлениями.
В Уголовном кодексе 1922 года хулиганство уже отделялось от бандитизма и определялось как «озорные, бесцельные, сопряжённые с явным проявлением неуважения к отдельным гражданам или обществу в целом действия» (гл. 5, ст. 176). Так как в молодом советском законодательстве имелись пробелы, то самые разные мелкие преступления и проступки, не упомянутые в Уголовном кодексе, стали постепенно де-факто квалифицироваться как хулиганство. К ним, в частности, могли относиться:
- нецензурная брань;
- шум в ночное время;
- оскорбительное приставание к гражданам;
- уничтожение имущества;
- порча имущества;
- угроза физического насилия;
- применение или попытка применения огнестрельного оружия либо ножей, кастетов или иного холодного оружия.

На практике как хулиганство нередко квалифицировались и те преступления, которые имелись в Уголовном кодексе, но предусматривали наказание, слишком суровое для данного конкретного случая.
Статьёй 206 Уголовного кодекса РСФСР 1960 года, хулиганство определяется как «любое преднамеренное поведение, нарушающее общественный порядок и выражающее явное неуважение к обществу». Под хулиганство подпадает широкий спектр правонарушений, такие например, как оскорбительное приставание и грязная ругань. Хулиганство по-прежнему наказуемо в соответствии со статьями уголовного и административного кодексов России, и применяется к лицам не моложе 16 лет. Различают злостное хулиганство, хулиганство и мелкое хулиганство. Выражение «мелкое хулиганство» применяется в основном для мелких уличных беспорядков и драк среди городской молодёжи. Злостное хулиганство определяется как правонарушение, совершённое с исключительным цинизмом, с оказанием сопротивления работникам правоохранительных органов, с применением предметов, используемых в качестве оружия, или их попытку, или совершённое рецидивистом. Последствия: осуждение к лишению свободы от шести месяцев до одного года или штраф; злостное хулиганство, содеянное с сопротивлением органам милиции, наказывается лишением свободы от 1 до 5 лет; особенно злостное хулиганство с применением оружия наказывается от 3 до 7 лет Указами Верховных Советов СССР и УССР от 1966 и 1967 годов соответственно.
Что же до мелкого хулиганства, то, как указывалось, с 10 августа 1940 года оно считалось уголовным преступлением. При этом на практике, после спада кампании 1940 года, мелкое хулиганство оказалось безнаказанным, так как уголовного наказания за сквернословие и т. п. не применялось, а административного не существовало.
19 декабря 1956 года был издан указ Президиума ВС РСФСР «Об ответственности за мелкое хулиганство», в преамбуле которого говорилось: «В целях усиления борьбы с мелким хулиганством и учитывая, что ответственность за него законом не предусмотрена, вследствие чего часто остаются безнаказанными такие действия, как нарушение общественного порядка и спокойствия, проявление оскорбительного неуважения к гражданам, сквернословие и другие непристойные проступки, совершённые в общественном месте»…
«Декабрьский» указ вновь устанавливал административную ответственность за мелкое хулиганство и санкцию от 3 до 15 суток ареста (отчего появившихся суточников-хулиганов прозвали «декабристами»). Однако широкое распространение мелкого хулиганства привело к началу новой кампании борьбы с ним, сигналом к которой послужил указ Президиума ВС СССР от 26 июля 1966 года «Об усилении ответственности за хулиганство». Указ устанавливал, что «мелкое хулиганство, то есть нецензурная брань в общественных местах, оскорбительное приставание к гражданам, и другие подобные действия, нарушающие общественный порядок и спокойствие, если эти действия по своему характеру не влекут применения мер уголовного наказания, наказываются арестом на срок от 10 до 15 суток или исправительными работами на срок от 1 до 2 месяцев с удержанием 20 % заработка, или штрафом от 10 до 30 руб.» Эта норма действовала вплоть до распада СССР.
В настоящее время хулиганство как преступление упоминается в уголовных кодексах Российской Федерации и большинства республик, ранее входивших в СССР.

## Хулиганство и законодательство России
Хулиганские действия в числе прочего могут включать элементы физического насилия,
вандализм, нарушение общественного порядка (например, шумное, оскорбительное для окружающих поведение). Некоторые из этих действий подпадают в Российской Федерации под различные статьи уголовного кодекса, в том числе ст. 167 УК Российской Федерации (умышленная порча имущества), ст. 213 УК Российской Федерации (хулиганство), ст. 214 УК Российской Федерации (вандализм).
Хулиган своими действиями (чаще всего) нарушает права других людей. Движущими силами хулигана бывают:
- желание поразвлечься;
- стремление доказать свою смелость (либо силу, ловкость и т. д.);
- желание выделиться, привлечь внимание;
- неприязнь к определённым людям или категориям людей;
- обида;
- потеря контроля над своим поведением в результате алкогольного или иного опьянения;
- садизм и т. п.

УК России делит хулиганство на несколько групп по степени тяжести — мелкое хулиганство, собственно хулиганство и хулиганство, повлёкшее тяжёлые последствия (физический или материальный вред). Мелкое хулиганство состава преступления в России не образует, но может быть квалифицировано как административное правонарушение (см. ст. 20.1 КоАП РФ).
Статья 213. Хулиганство:
1. Хулиганство, то есть грубое нарушение общественного порядка, выражающее явное неуважение к обществу, совершенное:

а) с применением насилия к гражданам либо угрозой его применения;

б) по мотивам политической, идеологической, расовой, национальной или религиозной ненависти или вражды либо по мотивам ненависти или вражды в отношении какой-либо социальной группы;

в) на железнодорожном, морском, внутреннем водном или воздушном транспорте, а также на любом ином транспорте общего пользования, —

наказывается штрафом в размере от трёхсот тысяч до пятисот тысяч рублей или в размере заработной платы или иного дохода осужденного за период от двух до трёх лет, либо обязательными работами на срок до четырёхсот восьмидесяти часов, либо исправительными работами на срок от одного года до двух лет, либо принудительными работами на срок до пяти лет, либо лишением свободы на тот же срок.
2. То же деяние, совершенное группой лиц по предварительному сговору или организованной группой либо связанное с сопротивлением представителю власти либо иному лицу, исполняющему обязанности по охране общественного порядка или пресекающему нарушение общественного порядка, —

наказывается штрафом в размере от пятисот тысяч до одного миллиона рублей или в размере заработной платы или иного дохода осужденного за период от трёх до четырёх лет, либо принудительными работами на срок до пяти лет, либо лишением свободы на срок до семи лет.
3. Деяния, предусмотренные частью первой и частью второй настоящей статьи, совершенные с применением взрывчатых веществ или взрывных устройств, —

наказываются лишением свободы на срок от пяти до восьми лет.
В силу большой свободы различных толкований, которые позволяет формулировка статьи, Верховный Суд Российской Федерации в 2007-м году издал постановление, широко освещающее вопросы квалификации дел по ст. 213.
В марте 2019 года состав статьи 20.1 КоАП РФ «Мелкое хулиганство» был дополнен штрафами (размером до трёхсот тысяч рублей) за оскорбление органов федеральной власти и символов государства, в том числе произведённое посредством международной телекоммуникационной сети Интернет.

## Хулиганство и законодательство Украины

### ВУССР
Ответственность за хулиганство была предусмотрена Уголовным кодексом УССР (ст. 206), к ней могли привлекать судебным или административным порядком. За совершение мелкого хулиганства и с несовершеннолетних нарушителей до 16 лет (если акт не подлежит уголовному наказанию) взыскивалось возмещение. Наказания назначались судом: от 6 месяцев до одного года лишения свободы или денежная кара; злостное хулиганство, содеянное с сопротивлением органам милиции, наказывалось лишением свободы от 1 до 5 лет; особенно злостное хулиганство с применением оружия наказывалось лишением свободы на срок от 3 до 7 лет. Указами Верховных Советов СССР и УССР 1966 и 1967 ускоренно рассмотрение дел хулиганства в стадии следствия и суда.

### В Уголовном кодексе Украины[27]
Статья 296. Хулиганство
1. Хулиганство, то есть грубое нарушение общественного порядка по мотивам явного неуважения к обществу, что сопровождается особой дерзостью или исключительным цинизмом, —
наказывается штрафом от пятисот до тысячи необлагаемых минимумов доходов граждан или арестом на срок до шести месяцев, или ограничением свободы на срок до пяти лет.
2. Те же действия, совершённые группой лиц, —
наказываются ограничением свободы на срок до пяти лет или лишением свободы на срок до четырёх лет.
3. Действия, предусмотренные частями первой или второй настоящей статьи, если они были совершены лицом, ранее судимым за хулиганство, или связанные с сопротивлением представителю власти или представителю общественности, выполняющему обязанности по охране общественного порядка, или другим гражданам, которые прекращали хулиганские действия, —
наказываются лишением свободы на срок от двух до пяти лет.
4. Действия, предусмотренные частями первой, второй или третьей настоящей статьи, если они совершены с применением огнестрельного или холодного оружия или другого предмета, специально приспособленного или заранее заготовленного для нанесения телесных повреждений, —
наказываются лишением свободы на срок от трёх до семи лет.
{Статья 296 с изменениями, внесёнными согласно с Законом N 3075-III (3075-14) от 07.03.2002}

### В административном законодательстве[28]
Если хулиганство является мелким, не имеет высокого уровня общественной опасности и грубо не нарушает общественный порядок (не сопровождается особой дерзостью, исключительным цинизмом, по мотивам явного неуважения к обществу), к правонарушителю могут применяться нормы административного законодательства Украины. Административная ответственность наступает по статье 173 Кодекса Украины об административных правонарушениях, которая предусматривает следующие административные взыскания: штраф; общественные работы на срок от 40 до 60 часов; исправительные работы на срок от 1 до 2 месяцев с 20 % отчислением; в исключительных случаях — административный арест на срок до 15 суток.